# The Great Wall
The Great Wall is een Amerikaans-Chinese actie en avonturen-fantasyfilm uit 2016, geregisseerd door Zhang Yimou. De hoofdrol wordt vertolkt door Matt Damon.

## Verhaal
Een aantal huurlingen reist rond de 11e eeuw naar het Verre Oosten, op zoek naar buskruit. Als ze onderweg worden aangevallen door een monsterlijk groen wezen, kunnen William en Tovar ternauwernood aan de dood ontsnappen. Ze zoeken hun toevlucht aan de andere kant van de Chinese Muur. Daar worden ze aangehouden door het Chinese leger, dat vermoedt dat ze dieven zijn. Daarbinnen komen de mannen tot de ontdekking dat het iconische bouwwerk niet gemaakt is om de menselijke vijand buiten de deur te houden.

## Rolverdeling
| Acteur       | Personage            |
| ------------ | -------------------- |
| Matt Damon   | William              |
| Jing Tian    | Commandant Lin Mae   |
| Willem Dafoe | Ballard              |
| Andy Lau     | Strateeg Wang        |
| Pedro Pascal | Tovar                |
| Zhang Hanyu  | Generaal Shao        |
| Lu Han       | Peng Yong            |
| Lin Gengxin  | Commandant Chen      |
| Eddie Peng   | Commandant Wu        |
| Huang Xuan   | Commandant Deng      |
| Zheng Kai    | Shen                 |
| Junkai Wang  | De keizer            |
| Chen Xuedong | Keizerlijke officier |
| Pilou Asbæk  | Bouchard             |